# Онтопо
Онтопо (груз. ონტოფო) — село в Грузии, на территории Абашского муниципалитета края (мхаре) Самегрело-Верхняя Сванетия.

## География
Село находится в западной части Грузии, на правом берегу реки Ногелы, на расстоянии приблизительно 2 километров (по прямой) к северо-северо-востоку от города Абаша, административного центра муниципалитета. Абсолютная высота — 42 метра над уровнем моря.

## Население
По результатам официальной переписи населения 2014 года в Онтопо проживал 621 человек (308 мужчин и 315 женщин). В национальной структуре населения грузины составляли 99,7 %.